# Suore di San Giovanni di Dio
Le Suore di San Giovanni di Dio (in inglese Sisters of St. John of God) sono un istituto religioso femminile di diritto pontificio: le suore di questa congregazione pospongono al loro nome la sigla S.J.G.

## Storia

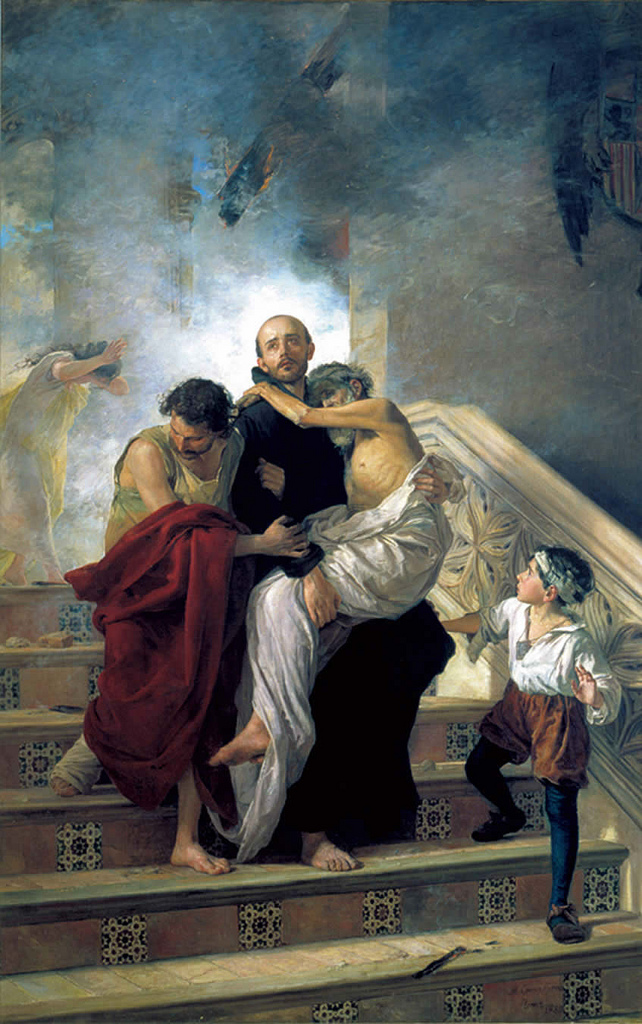
Giovanni di Dio, santo titolare della congregazione

La congregazione fu fondata da Thomas Furlong, vescovo di Ferns, insieme con Visitation Collins: nel 1863 la Collins era entrata tra le Suore del Buon Soccorso di Nostra Signora Ausiliatrice, ma per la difficoltà dell'istituto ad adattarsi all'ambiente irlandese decise di uscirne e nel 1871 diede inizio a una nuova congregazione di suore infermiere.
Le suore si diffusero rapidamente in varie città dell'Irlanda e nel 1895, su invito del vescovo di Perth Matthew Gibney, iniziarono a espandersi in Australia.
La congregazione si sviluppò in cinque rami autonomi (quelli irlandesi di Wexford, Kilkenny e Waterford e quelli australiani di Subiaco e Broome), ma il 7 gennaio 1924 la Santa Sede ratificò l'unione di tutte le comunità in un unico istituto, le cui costituzioni ricevettero l'approvazione definitiva nel 1938.

## Attività e diffusione
Le suore di San Giovanni di Dio si dedicano principalmente all'assistenza agli ammalati, ma anche all'istruzione della gioventù e al servizio domestico nei collegi ecclesiastici.
Le suore sono presenti in Australia, Irlanda, Pakistan, Regno Unito e Sudafrica; la sede generalizia è a Wexford.
Alla fine del 2008 la congregazione contava 297 religiose in 61 case.